# Carlo Janka
Carlo Janka (født 15. oktober 1986 i Obersaxen, Schweiz) er en schweizisk alpin skiløber, der blev verdensmester i storslalom ved VM i 2009 i Val d'Isère.

## Resultater
Janka vandt ved VM i 2009 guld i storslalom, og ved samme mesterskaber bronze i styrtløb. Han vandt desuden samme år den samlede World Cup i kombineret. Ved OL i 2010 i Vancouver sikrede han sig guld i storslalom.